# Line Kjærsfeldt
Line Kjærsfeldt és una esportista danesa que competeix en bàdminton en la categoria individual. Va guanyar una medalla de bronze als 2010 BWF World Junior Championships en dobles de dones amb Sandra-Maria Jensen. Kjærsfeldt també va guanyar una medalla d'or en Jocs Europeus de 2015 després de guanyar contra Lianne Tan de Bèlgica.